# 五十里町
五十里町（いかりまち）は、かつて新潟県佐渡郡にあった町。

## 地理
- 島嶼：佐渡島

## 沿革
- 1889年（明治22年）4月1日 - 町村制施行に伴い雑太郡五十里村、五十里籠町、五十里炭屋町が合併し、五十里町が発足。
- 1896年（明治29年）4月1日 - 郡の統合により佐渡郡に所属[1]。
- 1901年（明治34年）11月1日 - 佐渡郡沢根町村と合併し、沢根町となり消滅。